# Jacques-François Menou

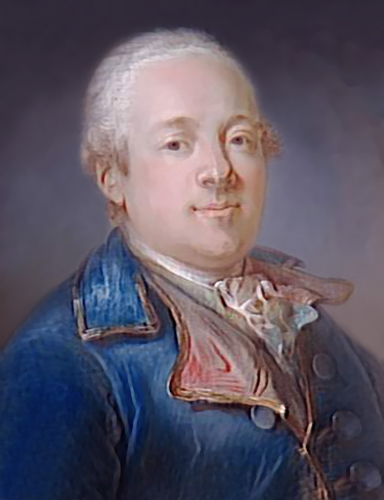
General Jacques-François de Menou

Abdullah Jacques-François de Boussay, Baron de Menou (* 3. September 1750 zu Boussay in Touraine, Frankreich; † 13. August 1810 in Venedig, Italien) war ein französischer General.

## Französische Revolution
Baron de Menou trat jung in die Armee ein und war beim Ausbruch der Revolution bereits Maréchal de camp, dieser Dienstgrad wurde mit der Revolution abgeschafft und zunächst durch Colonel ersetzt.
1789 als Repräsentant des Adels seiner Provinz gewählt, schloss er sich dem dritten Stand an und wurde 1790 Präsident der Nationalversammlung. Auch war er Mitbegründer des Klubs der Feuillants.
Er blieb dabei im aktiven Dienst in der Armee, befehligte 1792 als Général de brigade die Truppen im Lager bei Paris und focht 1793 gegen die Chouans und die Armee der Emigranten beim Aufstand der Vendée. Von Henri de La Rochejaquelein entscheidend geschlagen, wurde er von Robespierre vor dem Nationalkonvent angeklagt, aber von diesem infolge der glänzenden Verteidigung Barères freigesprochen.

## Aufstände von 1795
Nachdem er im Mai 1795 den Arbeiteraufruhr der Vorstadt St. Antoine gegen den Konvent gedämpft hatte, wurde er zum Commandant en chef (Oberkommandierender) der Armee des Innern ernannt. Als extrem konservativer Republikaner (so klassifiziert ihn der Napoleon-Biograph Eugen Tarlé) hatte er die republikanische Linke zusammengeschossen. Die aufständischen Nationalgarden hingegen, die im Oktober (13 Vendémiaire) einen von Monarchisten (Royalisten) geführten Aufstand begannen, schlug er nicht nieder, sondern trat mit ihnen sogar in Verhandlung. Deswegen wurde er vor ein Kriegsgericht gestellt und erst auf Bonapartes Fürsprache, der den Aufstand schließlich niederschlug, freigesprochen.

## Ägyptische Expedition
Diesen begleitete er als Général de division (seit 1793) 1798 nach Ägypten, wo er zum Islam übertrat, den Namen Abdallah annahm und eine Muslimin (die Tochter des Kairoer Azhar-Scheichs Ahmad ar-Rashidi) heiratete. Er erhielt nach der Ermordung Klébers (1800) den Oberbefehl, wurde aber am 21. Mai 1801 bei Alexandria vom englischen General Ralph Abercromby gänzlich geschlagen und musste eine Kapitulation unterzeichnen, in deren Folge er mit den Trümmern des französischen Heeres Ägypten räumte.

## Tod in Italien
Nach Frankreich zurückgekehrt, wirkte Menou am Aufbau der Gendarmerie impériale mit. Schließlich wurde er zum Gouverneur von Piemont und später von Venedig ernannt. Dort starb er auch 1810.

## Ehrungen
Sein Name ist am Triumphbogen in Paris in der 24. Spalte eingetragen.